# Terray László
Terray László (Miskolc, 1924. január 22. – Oslo, 2015. augusztus 8.) evangélikus lelkész, 1949-től Norvégiában élt. 1957-ben szerkesztője lett az akkor Nyugat-Németországban kiadott Útitársnak, amelynek kiadása Norvégiában kezdődött. 1967-ben főtitkára lett a Norvégiai Egyházügyi Minisztérium Izraeli részlegének. Számos publikációja jelent meg, a „Nem tehetett mást” című könyvében írta meg Ordass Lajos életrajzát, amely 1984-ben jelent meg Norvégiában, majd 1990-ben magyarul.

## Életpályája
Szülei, Terray Gyula (Ózd, 1879. november 22. – Miskolc, 1940. január 31.) erdőmérnök és Merényi Laura (1891. június 14. – Budapest, 1979. április 16.). Öt gyermekük született, Terray Barnabás volt a negyedik, Terray László a legfiatalabb. Középiskolai tanulmányait Miskolcon végezte, az I.–V.-ik osztályt, 1934 és 1939 között, az Állami Hunfalvy Gimnáziumban, a VI.–VIII. osztályt pedig, 1939 és 1942 között, a királyi katolikus Fráter György gimnáziumban. Tanulmányai során minden tantárgyból jelese volt, kivéve a rajzot és a tornát, 1942-ben kitüntetéssel érettségit tett. Teológiai hallgató lett Sopronban, a pécsi Erzsébet Tudományegyetem Evangélikus Hittudományi Karán, ahol 1946. június-július hónapokban a szigorlati vizsgákat letette. 1947-ben szentelte őt lelkésszé Balassagyarmaton Ordass Lajos püspök. 1948-ig segédlelkész, 1948-ban a Lutheránus Világszövetség ösztöndíjával Svájcba került, majd 1949-ben Norvégiába, ahol sikeresen folytatta tanulmányait a Menighetsfakultetet Egyetemen.
A Magyarországon időközben megváltozott politikai helyzet miatt szerettei azt tanácsolták, hogy ne jöjjön haza, majd csak később, ha idehaza rendeződik minden. Terray László Norvégiában rekedt, de folytatta tanulmányait. Végül norvég állampolgárságért folyamodott, melyet 1956-ban meg is kapott a norvég parlament egy különbizottságától. 1953-ban megnősült, felesége Øgaard Unni Marthea (1926–1999). Házasságukból öt gyermek született. Egyházi munkásságát a The Norwegian Sami Mission utazó titkáraként kezdte, de még jó néhány missziós szervezetnek is részt vett a munkájában. Bekapcsolódott az állam munkájába is, az '56-os magyar menekültek letelepedését segítette. Pályafutásának fontosabb állomásai: 1949. Oslo, 1953. lappföldi missziós lelkész, később visszakerült Oslóba, 1954-től kezdett dolgozni egy a missziós munkát dokumentáló intézetben (Egede Instituttet). 1957-től 1962-ig az evangélikus segélyintézetnél (Kirkens Nødhjelp) dolgozott, és élénk kapcsolatokat tartott fenn más európai országokkal is.
1957-ben szerkesztője lett az akkor Nyugat-Németországban kiadott Útitárs c. folyóiratnak, amelynek kiadása Norvégiában kezdődött. 1962 májusában a közép-norvégiai partok közelében lévő Smøla szigetére került, itt volt lelkész 1967-ig. Ebben az időszakban kezdte meg az együttműködést a Norea Rádióval és a Norvégiai Egyházügyi Minisztérium Izraeli részlegével. Heti programot szervezett a rádiónál magyar nyelven, amit továbbított a Trans World Rádió részére. Ezt a heti rádióadást Terray László 15 éven keresztül csinálta. 1967-ben főtitkára lett a Norvégiai Egyházügyi Minisztérium Izraeli részlegének. 1981-ben Råde nevű település lelkésze lett, 100 kilométerre Oslótól.
Számos publikációja jelent meg, a „Nem tehetett mást” c. könyvében írta meg Ordass Lajos életrajzát, amely 1984-ben jelent meg az oslói Luther Kiadó gondozásában norvégul, majd Magyarországon, a rendszerváltás után, az Ordass Lajos Baráti Kör adta ki Budapesten 1990-ben és 2017-ben, továbbá megjelent a könyv németül 1990-ben és angolul 1997-ben. 2008-ban Terray László első alkalommal kapta meg az Ordass Lajos-díjat.
1992-ben a Kolozsvári Egyetemen díszdoktori oklevelet, majd 2001-ben Károli Gáspár-díjat, majd 2005-ben a Norvég Király által adományozott Medal of Merit in Gold (Kiválósági Érem, arany fokozat) kitüntetést kapott, amit V. Harald király személyesen adott át. Egy másik könyve csak norvég nyelven jelent meg „Élet a határvidéken” címmel. A könyv Gisle Johnsonról szól, aki 1922 és 1946 között a Norvégiai Egyházügyi Minisztérium izraeli részlegének kiküldöttjeként Budapesten dolgozott. Terray László mint az Ordass Alapítvány titkára 2002-től adta át ajándékként az alapítvány norvégiai anyagait a Magyar Nemzeti Levéltárnak.

## Jelentések Terray Lászlóról az ÁBTL-ben
Terray Lászlót kiemelten figyelte az Állambiztonság. Az ÁBTL-ben 23 dosszié található, ahol Terray László neve szerepel. Pl.: Terray László, ÁBTL-1.11.13. 0023-142-0. ÁBTL-3.1.2- M-32400/6. BM Osztály III/III-1-6. Ügynök fedőneve "Papp István". Az ügynök nevét nem sikerült beazonosítani. Terray László Ordass Lajos leváltott püspök híve, Káldy Zoltán püspök ellenfele volt, aki leleplezte a Kádár rendszer egyházellenes intézkedéseit. Terray László 1963-tól kezdve többször Magyarországra látogatott, de 1977 és 1984 között vízumkérelmét megtagadták, mert Terray Barnabás testvére segítségével íratok másolatait vitte volna ki az EOL-ból, de a határon besúgás eredményeképpen az iratokat a vám szervek megtalálták. Tolna-31-147/5. Terray László norvég pap, az egyházi emigráció egyik vezetője. Nagy befolyása van a Lutheránus Világszövetségben. A sajtóban és a SZER (Szabad Európa Rádió) adásaiban Káldy Zoltánt támadja.
Terray László könyvet írt Káldy Zoltán ellen, ebben a munkájában Terrai Barna segítette. Terray Lászlót keresve: Dosszié típusa: 3.1.2. Dosszié jelzete: M-32404/2. Dosszié tárgya: Szamosi László. BM III/III-1/c, III/III-2/a. "Szamosi" ("Szamosi László") a VI. karton alapján az ügynök dr. Ottly Ernő evangélikus püspök 1967–1982 volt. Káldy Zoltán püspök (1958–1967) „Fontos feladata volt Káldy Zoltánnak, hogy a nyugaton élő magyar evangélikus lelkészekről készítsen jelentéseket. A pontos életrajzi adatok mellett itt is lényeges szempont volt az adott lelkészek politikai beállítottságának, a magyar államhoz és a hivatalos egyházvezetőséghez való viszonyuknak a bemutatása. Káldy Zoltán írt jelentéseket … Terray Lászlóról is.” A Terray László és Káldy Zoltán közötti ellentét és vita a hazai nyilvánosság előtt is megjelent, pl. Káldy Zoltán (K. Z. aláírással) az Evangélikus Életben 1982-ben „Kár… Néhány megjegyzés az „Útitárs” egyik cikkéhez” címmel, melyben támadta Terray Lászlónak 1981 őszén az „Utitárs” című lapban megjelent írását, ami „Krisztus a világ reménysége” címmel jelent meg. Terray László írását az akkori „szocialista” gyakorlat szerint nem közölte az Evangélikus Élet, hanem csak egyes megállapításaira reagált Káldy Zoltán.

## Főbb művei
- Terray László (1924-) 8 publikációjának adatai, OSZK-katalógus[5]
- Terray László-Márton László-Szabó Zoltán-Gémes István: Ádám hol vagy? Magyar Evangéliumi Ifjúsági Konferencia Radevormwald. Németország. 1963. Oslo-Bécs, Kiadó Útitárs, 1964
- Terray László: Nem tehetett mást. Ordass Lajos Baráti Kör, 1990
- Terray László: Küldetésben. Oslo. Norvég Egyházi Misszió, 1993
- Terray László: Izrael és az evangélium. Budapest. Kiadó Egyház és Zsidóság, 1994
- Terray László: Et liv i grenseland. Gisle Johnson (1876-1976). Et liv for Israel i Romania og Ungarn. (norvégül) Lunde Vorlag, 2003

## Videófelvételek
- Terray László Ordass könyvéről beszél. 1990-ben Ősagárd volt a házigazdája a Norea 25 éves évfordulójára rendezett rádiómissziós találkozónak. Ekkor készített interjút Győri János Sámuel a Norvégiában élő lelkésszel, az Ordass kötetek kapcsán. – Youtube.com, Közzététel: 2015. augusztus 30.
- 1988-ban Győri János Sámuel az ősagárdi gyülekezet néhány tagjával kinn járt Terray Lászlónál Rode-ban és a NORE stúdiójában, ahol a Hermons számos felvételét készítették el. itt készült Terray Lászlóval is az interjú és pár felvétel a gyülekezetben. Videó: Zákeus Média Centrum – Youtube.com, Közzététel: 2015. augusztus 30.
- 1990-ben Ősagárd volt a házigazdája a Norea 25 éves évfordulójára rendezett rádiómissziós találkozónak. Az egyik esti áhítatot Terray László evangélikus lelkész tartotta. Vágatlan anyag. Videó: Zákeus Média Centrum – Youtube.com, Közzététel: 2015. augusztus 30.
- Harminc évvel ezelőtt (1990-ben) a Zákeus Média Centrum kamerája előtt vallott ezen az archív felvételen Terray László arról, milyen viszontagságos körülmények között írta meg az Ordass-könyveket. Videó: Zákeus Média Centrum  – Youtube.com, Közzététel: 2015. augusztus 24.